# Война ножей

Туссен-Лувертюр

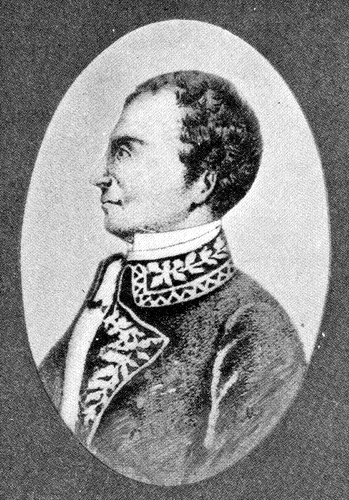
Андре Риго

Война ножей (фр. Guerre des couteaux) — вооружённый конфликт на Гаити между лидерами освободительного движения Туссен-Лувертюром и Андре Риго за контроль над Гаити после победы над французскими войсками. Риго одержал решительную победу над вторгшимися англичанами, но Туссен-Лувертюр имел более высокий чин во французской армии. Каждый претендовал на высшее руководство, но большинство поддержало Туссен-Лувертюра. Риго отказался признать назначение.
Основные действия развернулись вокруг города Жакмель в июне 1799 года под предводительством лидера мулатов Андре Риго. В марте 1800 года Жакмель был взят войсками Лувертюра. Александр Петион и остальные лидеры мулатов впоследствии долгое время жили в изгнании во Франции.